# ホオダレムクドリ
ホオダレムクドリ （Heteralocha acutirostris） はスズメ目ホオダレムクドリ科に属する鳥の一種。絶滅種。ニュージーランド北島の南部に生息していた。

## 形態と生態
体長50cmほど。羽の色は黒で尾羽の先端が白、クチバシの根元に赤い肉だれがあり、ホオダレムクドリの名はそこからつけられた。森に住み、木の中の虫を食べていたという。オスとメスでクチバシの形が違う奇妙な鳥として知られ、オスは普通のスズメのような短いクチバシだが、メスのクチバシは細長く下向きに曲がっている。このため、最初は別の種の鳥と考えられていたこともあった。この違いについて、オスとメスが協力してエサをとるためとする説もあるが、動物学的にその可能性は低いとして別々のエサのとり方をすることで生存の可能性を高めようとしたものとする説もある。

## 絶滅への経緯
ホオダレムクドリの絶滅の原因については、移入動物の食害、森林の伐採などが原因として考えられている。マオリ族の酋長が白い尾羽を髪飾りとして使っていたことや、1901年にニュージーランドを訪問したヨーク公（後の英国王ジョージ5世）が、贈られたホオダレムクドリの羽を帽子に付けてそれがファッションとして流行したことなどから羽飾り目的の捕獲も原因の一つと言われている。ホオダレムクドリの数は19世紀末に減り始めたとされ、最終的に絶滅したのは、1907年のことである。